# Agoniatitida
Agoniatitida
Ordre
Les Agoniatitida  sont un ordre éteint de la sous-classe des Ammonoidea (« ammonites »). 

## Liste des sous-ordres et super-familles
Selon BioLib (27 décembre 2017) :
- sous-ordre Agoniatitina Ruzhencev, 1957 †
  - super-famille Agoniatitoidea Holzapfel, 1899 †
    - famille Agoniatitidae Holzapfel, 1899 †
    - famille Atlantoceratidae Korn, 2001 †
    - famille Pinacitidae Hyatt, 1900 †
    - famille Tamaritidae Korn, 2001 †

  - super-famille Mimagoniatitoidea Miller, 1938 †
    - famille Auguritidae Bogoslovsky, 1961 †
    - famille Latanarcestidae Korn, 2001 †
    - famille Mimagoniatitidae Miller, 1938 †

  - super-famille Mimosphinctoidea Erben, 1953 †
    - famille Mimoceratidae Steinmann, 1890 †
    - famille Mimosphinctidae Erben, 1953 †
    - famille Teicherticeratidae Bogoslovsky, 1969 †
- sous-ordre Anarcestina Miller & Furnish 1954 †
  - super-famille Anarcestoidea Steinmann, 1890 †
    - famille Anarcestidae Steinmann, 1890 †
    - famille Cabrieroceratidae Korn, 2002 †
    - famille Sobolewiidae House, 1989 †
    - famille Werneroceratidae Erben, 1964 †
- sous-ordre Gephuroceratina Ruzhencev, 1957 †
  - super-famille Beloceratoidea Hyatt, 1884 †
    - famille Acanthoclymeniidae Schindewolf, 1955 †
    - famille Beloceratidae Hyatt, 1884 †
    - famille Nordiceratidae Korn, 2002 †

  - super-famille Gephuroceratoidea Frech, 1897 †
    - famille Devonopronoritidae Bogoslovsky, 1958 †
    - famille Gephuroceratidae Frech, 1897 †
    - famille Koenenitidae Becker and House 1993 †
    - famille Ponticeratidae Korn, 2002 †
    - famille Taouzitidae Korn, 2001 †
- sous-ordre Pharciceratina Korn, 1998 †
  -     - famille Maenioceratidae Bogoslovsky, 1958 †
    - famille Petteroceratidae Becker and House 1993 †
    - famille Pharciceratidae Hyatt, 1900 †
    - famille Triainoceratidae Hyatt, 1884 †

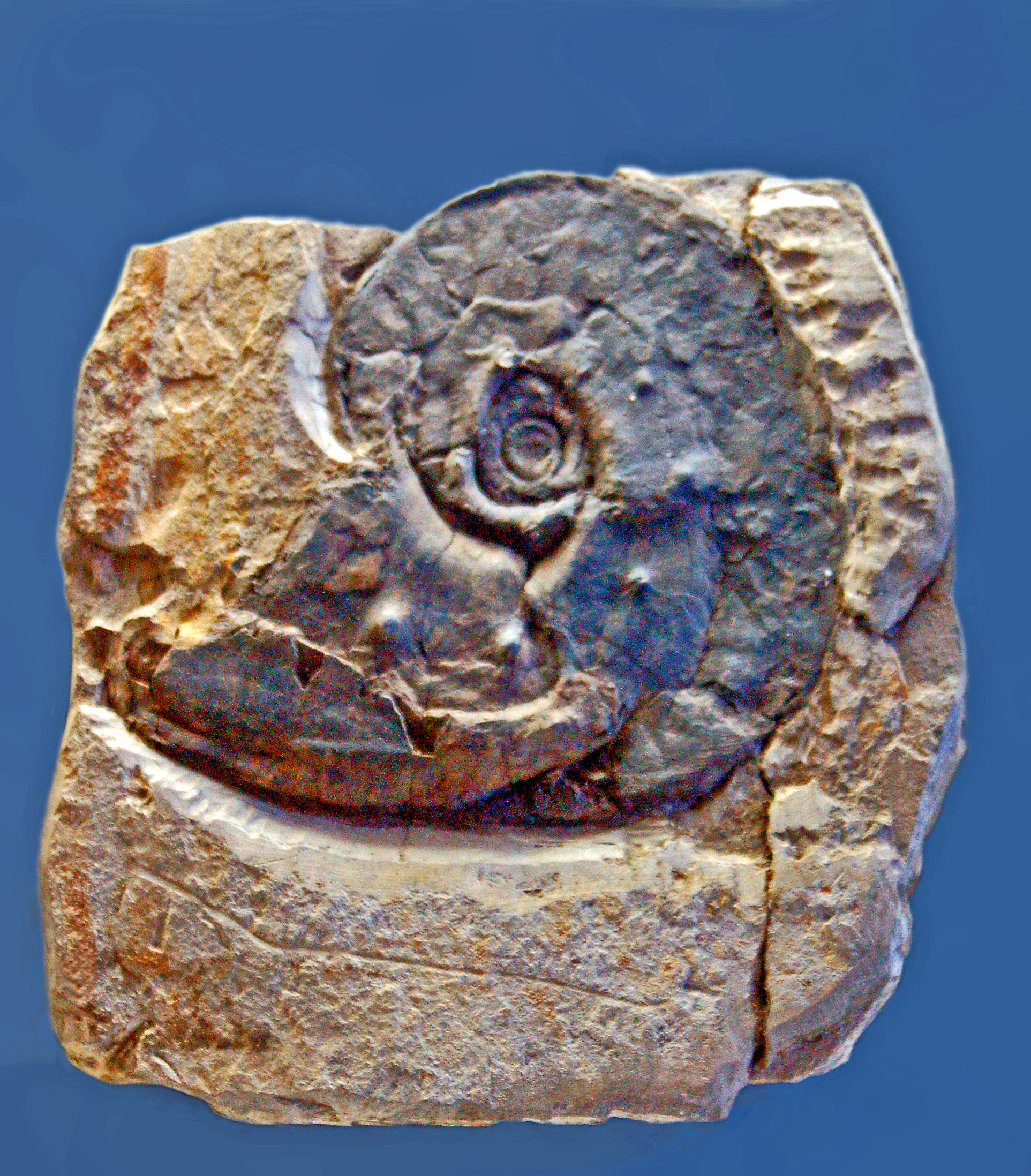
Agoniatites nodiferus (Agoniatitidae).
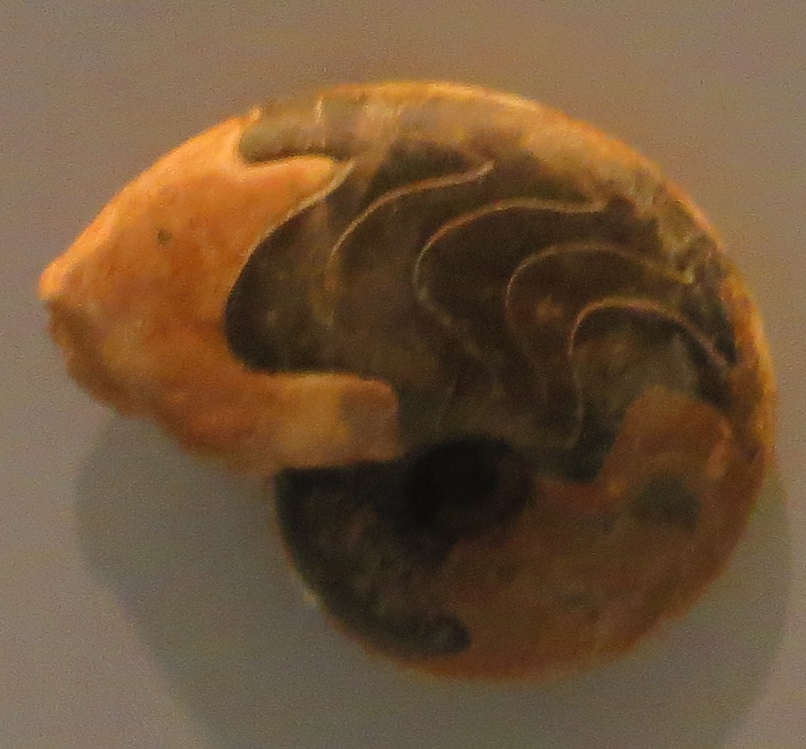
Manticoceras sp. (Gephuroceratidae).